# Брікке Семен Карлович
Семен Карлович Брікке (Бріке) (нар. 1898, місто Кишинів, тепер Молдова — розстріляний 30 жовтня 1937, місто Москва, тепер Російська Федерація) — радянський партійний діяч, голова Тираспольського повітового комітету КП(б)У, завідувач відділів виконкому Комінтерну, член ВЦВК. Член Комісії партійного контролю при ЦК ВКП(б) у 1934—1937 роках.

## Життєпис
Народився в єврейській родині ремісника-годинникаря. До 1908 року навчався в початковій школі міста Кишинева, у 1913 році закінчив початкову школу в місті Одесі. У 1917 році закінчив 7-у Варшавську гімназію, яка була евакуйована до Одеси.
У лютому 1918 — січні 1919 року — боєць-політпрацівник Бесарабського полку РСЧА в місті Тирасполі.
Член РКП(б) з вересня 1918 року.
У лютому — серпні 1919 року — заступник начальника, начальник оперативного відділу Одеського обласного особливого відділу РСЧА.
У вересні 1919 — березні 1920 року — голова Дністровського революційного комітету в підпіллі.
У березні — червні 1920 року — голова Тираспольського повітового комітету КП(б)У.
У червні — грудні 1920 року — завідувач агітаційно-пропагандистського відділу Одеського губернського комітету КП(б)У.
У січні 1921 — вересні 1922 року — слухач східного і основного відділень Військової академії РСЧА.
У жовтні 1922 — травні 1925 року — завідувач Бюро східної пропаганди; заступник завідувача, завідувач близькосхідного і східного відділів виконавчого комітету Комуністичного інтернаціоналу (Комінтерну) в Москві.
У травні 1925 — 1926 року — завідувач агітаційно-пропагандистського відділу Нижньо-Тагільського окружного комітету РКП(б).
У червні 1926 — листопаді 1927 року — відповідальний секретар Сільської наради Сибірського крайового комітету ВКП(б) у Новосибірську.
У грудні 1927 — лютому 1929 року — заступник начальника Управління хлібозаготівель Народного комісаріату торгівлі СРСР.
У березні 1929 — травні 1932 року — заступник завідувача відділу із роботи на селі Московського обласного комітету ВКП(б), заступник та в.о. завідувача агітаційно-масового відділу Московського обласного комітету ВКП(б).
У травні 1932 — 1933 року — відповідальний інструктор, заступник завідувача відділу агітації та масових кампаній ЦК ВКП(б). У 1933 — січні 1934 року — інструктор, завідувач сектора південних районів сільськогосподарського відділу ЦК ВКП(б); відповідальний редактор журналу «Спутник агитатора».
У лютому 1934 — липні 1935 року — керівник групи по Народному комісаріату землеробства СРСР Комісії партійного контролю при ЦК ВКП(б).
У липні 1935 — лютому 1937 року — уповноважений Комісії партійного контролю при ЦК ВКП(б) по Азово-Чорноморському краю в місті Ростові-на-Дону. З квітня 1937 року перебував у розпорядженні ЦК ВКП(б).
8 травня (за іншими даними, 29 квітня) 1937 року заарештований органами НКВС. Засуджений Воєнною колегією Верховного суду СРСР 29 жовтня 1937 року до страти, розстріляний наступного дня. Похований на Донському цвинтарі Москви.
7 квітня 1956 року реабілітований, 17 травня 1956 року посмертно відновлений у партії.